# Biatlonski stadion Pokljuka
Biatlonski stadion Pokljuka gosti biatlonska tekmovanja od leta 1992, ko je gostilo evropski pokal v biatlonu. Svetovni pokal je na Pokljuki prvič potekal decembra 1992. Leta 2001 je gostil tudi svetovno prvenstvo. Leta 1999 je tu potekalo svetovno mladinsko prvenstvo, v letih 1998 in 2006 pa manjši del svetovnega prvenstva. Gosti tudi nižja tekmovanja, kot sta evropski pokal v biatlonu in državna prvenstva v biatlonu. Pred sezono 2009/10 je bil stadion z evropskimi sredstvi obnovljen in posodobljen v okviru novozgrajenega Športnega centra Triglav Pokljuka. 

## Pregled tekmovanj
- 1992: evropski pokal
- 17. - 20. december 1992: svetovni pokal
- 16. - 19. december 1993: svetovni pokal
- 7. - 10. marec 1996: svetovni pokal
- 13. - 16. marec 1997: evropski pokal
- 3. - 8. marec 1998: svetovni pokal
- 8. marec 1998: del svetovnega prvenstva
- 17. - 21. februar 1999: svetovno mladinsko prvenstvo
- 8. - 12. december 1999: svetovni pokal
- 7. - 10. december 2000: svetovni pokal
- 3. - 11. februar 2001: svetovno prvenstvo
- 12. - 16. december 2001: svetovni pokal
- 7. - 11. januar 2004: svetovni pokal
- 12. - 20. februar 2005: svetovni pokal
- 8. - 11. marec 2006: svetovni pokal
- 12. marec 2006: del svetovnega prvenstva
- 17. - 21. januar 2007: svetovni pokal
- 13. - 16. december 2007: svetovni pokal
- 17. - 20. december 2009: svetovni pokal
- 10. - 14. marec 2010: evropski pokal
- 16. - 19. december 2010: svetovni pokal
- 12. - 16. december 2012: svetovni pokal
- 6. - 9. marec 2014: svetovni pokal
- 17. - 21. december 2014: svetovni pokal
- 17. - 20. december 2015: svetovni pokal
- 17. - 20. marec 2016: evropski mladinski pokal
- 9. - 11. december 2016: svetovni pokal
- 2. - 9. december 2018: svetovni pokal
- 20. - 26. januar 2020: svetovni pokal
- 10. - 21. februar 2021: svetovno prvenstvo
- 2. - 8. januar 2023: svetovni pokal
- 13. - 16. marec 2025: svetovni pokal

## Rezultati mednarodnih tekmovanj

### Moški

#### Posamično
| Datum             | Zmagovalec            | Drugi               | Tretji               |
| ----------------- | --------------------- | ------------------- | -------------------- |
| 17. december 1992 | Patrice Bailly-Salins | Mark Kirchner       | Jens Steinigen       |
| 16. december 1993 | Patrice Bailly-Salins | Sergej Čepikov      | Valerij Kirijenko    |
| 7. marec 1996     | Sergej Rožkov         | Vladimir Dračev     | Viktor Majgurov      |
| 3. marec 1998     | Ricco Groß            | Egil Gjelland       | Ole Einar Bjørndalen |
| 7. februar 2001   | Paavo Puurunen        | Vadim Sašurin       | Ilmārs Bricis        |
| 13. december 2001 | Pavel Rostovcev       | Ilmārs Bricis       | Vincent Defrasne     |
| 13. december 2007 | Emil Hegle Svendsen   | Alexander Wolf      | Serhij Sednjev       |
| 17. december 2009 | Christoph Sumann      | Simon Fourcade      | Alexander Os         |
| 16. december 2010 | Daniel Mesotitsch     | Benjamin Weger      | Serhij Sednjev       |
| 23. januar 2020   | Johannes Thingnes Bø  | Martin Fourcade     | Fabien Claude        |
| 17. februar 2021  | Sturla Holm Lægreid   | Arnd Peiffer        | Johannes Dale        |
| 13. marec 2025    | Jakov Fak             | Sturla Holm Lægreid | Martin Ponsiluoma    |

#### Šprint
| Datum             | Zmagovalec           | Drugi                | Tretji               |
| ----------------- | -------------------- | -------------------- | -------------------- |
| 19. december 1992 | Mark Kirchner        | Jon Åge Tyldum       | Oleg Riženkov        |
| 18. december 1993 | Viktor Majgurov      | Sven Fischer         | Aleksander Popov     |
| 9. marec 1996     | Vladimir Dračev      | Viktor Majgurov      | Sven Fischer         |
| 5. marec 1998     | Frank Luck           | Raphaël Poirée       | Viktor Majgurov      |
| 7. marec 1998     | Vladimir Dračev      | Sven Fischer         | Ilmārs Bricis        |
| 8. december 1999  | Frode Andresen       | Pavel Rostovcev      | Ole Einar Bjørndalen |
| 7. december 2000  | Raphaël Poirée       | Pavel Rostovcev      | Ole Einar Bjørndalen |
| 3. februar 2001   | Pavel Rostovcev      | René Cattarinussi    | Halvard Hanevold     |
| 8. januar 2004    | Raphaël Poirée       | Ole Einar Bjørndalen | Vladimir Dračev      |
| 16. februar 2005  | Aljaksandr Siman     | Sergej Rožkov        | Andreas Birnbacher   |
| 8. marec 2006     | Ole Einar Bjørndalen | Raphaël Poirée       | Carl Johan Bergman   |
| 18. januar 2007   | Alexander Wolf       | Björn Ferry          | Emil Hegle Svendsen  |
| 15. december 2007 | Ole Einar Bjørndalen | Dimitrij Jarošenko   | Mattias Nilsson      |
| 19. december 2009 | Ivan Čerezov         | Dominik Landertinger | Thomas Frei          |
| 12. marec 2010    | Michael Rösch        | Lois Habert          | Toni Lang            |
| 18. december 2010 | Björn Ferry          | Tarjei Bø            | Michael Greis        |
| 13. december 2012 | Jakov Fak            | Emil Hegle Svendsen  | Martin Fourcade      |
| 6. marec 2014     | Björn Ferry          | Anton Šipulin        | Arnd Peiffer         |
| 19. december 2014 | Anton Šipulin        | Dominik Landertinger | Emil Hegle Svendsen  |
| 17. december 2015 | Simon Schempp        | Ole Einar Bjørndalen | Jevgenij Garaničev   |
| 9. december 2016  | Martin Fourcade      | Johannes Thingnes Bø | Anton Šipulin        |
| 7. december 2018  | Johannes Thingnes Bø | Antonin Guigonnat    | Aleksander Loginov   |
| 12. februar 2021  | Martin Ponsiluoma    | Simon Desthieux      | Émilien Jacquelin    |
| 6. januar 2023    | Johannes Thingnes Bø | Tarjei Bø            | Sturla Holm Lægreid  |

#### Zasledovanje
| Datum             | Zmagovalec           | Drugi                  | Tretji                 |
| ----------------- | -------------------- | ---------------------- | ---------------------- |
| 8. marec 1998     | Vladimir Dračev      | Ole Einar Bjørndalen   | Raphaël Poirée         |
| 10. december 1999 | Frode Andresen       | Peter Sendel           | Vjačeslav Derkač       |
| 8. december 2000  | Raphaël Poirée       | Ole Einar Bjørndalen   | Frode Andresen         |
| 4. februar 2001   | Pavel Rostovcev      | Raphaël Poirée         | Sven Fischer           |
| 16. december 2001 | Raphaël Poirée       | Pavel Rostovcev        | Halvard Hanevold       |
| 10. januar 2004   | Ole Einar Bjørndalen | Nikolaj Kruglov        | Sergej Čepikov         |
| 18. februar 2005  | Nikolaj Kruglov      | Sergej Rožkov          | Andreas Birnbacher     |
| 11. marec 2006    | Ole Einar Bjørndalen | Raphaël Poirée         | Carl Johan Bergman     |
| 20. januar 2007   | Christoph Sumann     | Alexander Wolf         | Vincent Defrasne       |
| 20. december 2009 | Jevgenij Ustjugov    | Roland Lessing         | Simon Eder             |
| 13. marec 2010    | Christian Martinelli | Christoph Knie         | Jean-Guillaume Béatrix |
| 15. december 2012 | Emil Hegle Svendsen  | Ondřej Moravec         | Martin Fourcade        |
| 8. marec 2014     | Anton Šipulin        | Björn Ferry            | Ole Einar Bjørndalen   |
| 20. december 2014 | Emil Hegle Svendsen  | Anton Šipulin          | Martin Fourcade        |
| 18. december 2015 | Simon Schempp        | Martin Fourcade        | Anton Šipulin          |
| 10. december 2016 | Martin Fourcade      | Emil Hegle Svendsen    | Anton Šipulin          |
| 9. december 2018  | Johannes Thingnes Bø | Quentin Fillon Maillet | Aleksander Loginov     |
| 14. februar 2021  | Émilien Jacquelin    | Sebastian Samuelsson   | Johannes Thingnes Bø   |
| 7. januar 2023    | Johannes Thingnes Bø | Quentin Fillon Maillet | Tarjei Bø              |

#### Skupinski štart
| Datum             | Zmagovalec             | Drugi                  | Tretji                 |
| ----------------- | ---------------------- | ---------------------- | ---------------------- |
| 9. februar 2001   | Raphaël Poirée         | Ole Einar Bjørndalen   | Sven Fischer           |
| 11. januar 2004   | Halvard Hanevold       | Ole Einar Bjørndalen   | Michael Greis          |
| 20. februar 2005  | Ole Einar Bjørndalen   | Raphaël Poirée         | Stian Eckhoff          |
| 21. januar 2007   | Christoph Sumann       | Vincent Defrasne       | Andreas Birnbacher     |
| 14. marec 2010    | Daniel Graf            | Dimitrij Blinov        | Christian Martinelli   |
| 16. december 2012 | Andreas Birnbacher     | Jakov Fak              | Tim Burke              |
| 9. marec 2014     | Björn Ferry            | Martin Fourcade        | Jevgenij Ustjugov      |
| 21. december 2014 | Anton Šipulin          | Martin Fourcade        | Simon Eder             |
| 20. december 2015 | Jean-Guillaume Béatrix | Emil Hegle Svendsen    | Ole Einar Bjørndalen   |
| 6. december 2018  | Martin Fourcade        | Johannes Kühn          | Simon Eder             |
| 26. januar 2020   | Quentin Fillon Maillet | Benedikt Doll          | Johannes Thingnes Bø   |
| 21. februar 2021  | Sturla Holm Lægreid    | Johannes Dale          | Quentin Fillon Maillet |
| 15. marec 2025    | Éric Perrot            | Quentin Fillon Maillet | Sturla Holm Lægreid    |

#### Štafeta
| Datum             | Zmagovalci                                                                                     | Drugi                                                                                   | Tretji                                                                              |
| ----------------- | ---------------------------------------------------------------------------------------------- | --------------------------------------------------------------------------------------- | ----------------------------------------------------------------------------------- |
| 20. december 1992 | Avstrija · Bruno Hofstätter · Ludwig Gredler · Wolfgang Perner · Franz Schuler                 | Rusija · Valerij Medvedcev · Valerij Kirijenko · Aleksej Kobeljov · Sergej Čepikov      | Norveška · Eirik Kvalfoss · Jon Åge Tyldum · Jo Severin Matberg · Frode Løberg      |
| 19. december 1993 | Nemčija · Peter Sendel · Frank Luck · Mark Kirchner · Sven Fischer                             | Francija · Thierry Dusserre · Patrice Bailly-Salins · Gilles Marguet · Christian Dumont | Italija · Patrick Favre · Johann Passler · Wilfried Pallhuber · Andreas Zingerle    |
| 10. marec 1996    | Rusija · Pavel Muslimov · Vladimir Dračev · Edvard Rjabov · Aleksej Kobeljov                   | Norveška · Ole Einar Bjørndalen · Halvard Hanevold · Frode Andresen · Dag Bjørndalen    | Nemčija · Peter Sendel · Frank Luck · Mark Kirchner · Sven Fischer                  |
| 11. december 1999 | Norveška · Egil Gjelland · Frode Andresen · Halvard Hanevold · Ole Einar Bjørndalen            | Rusija · Sergej Rožkov · Vjačeslav Kunajev · Vladimir Dračev · Pavel Rostovcev          | Nemčija · Frank Luck · Peter Sendel · Carsten Heymann · Sven Fischer                |
| 9. december 2000  | Norveška · Halvard Hanevold · Frode Andresen · Egil Gjelland · Ole Einar Bjørndalen            | Češka · Petr Garabík · Ivan Masařík · Roman Dostál · Zdeněk Vítek                       | Rusija · Sergej Rožkov · Andrej Prokunin · Mihail Kočkin · Aleksej Kobeljov         |
| 11. febuar 2001   | Francija · Gilles Marguet · Vincent Defrasne · Julien Robert · Raphaël Poirée                  | Belorusija · Oleksij Ajdarov · Aljaksandr Siman · Oleg Riženkov · Vadim Sašurin         | Norveška · Egil Gjelland · Frode Andresen · Halvard Hanevold · Ole Einar Bjørndalen |
| 15. december 2001 | Avstrija · Daniel Mesotitsch · Wolfgang Perner · Christoph Sumann · Ludwig Gredler             | Belorusija · Oleksij Ajdarov · Aljaksandr Siman · Oleg Riženkov · Vadim Sašurin         | Norveška · Ole Einar Bjørndalen · Egil Gjelland · Dag Bjørndalen · Halvard Hanevold |
| 16. december 2007 | Rusija · Andrej Makovejev · Maksim Čudov · Dimitrij Jarošenko · Nikolaj Kruglov                | Nemčija · Michael Rösch · Alexander Wolf · Andreas Birnbacher · Michael Greis           | Avstrija · Daniel Mesotitsch · Friedrich Pinter · Dominik Landertinger · Simon Eder |
| 11. december 2016 | Francija · Jean-Guillaume Béatrix · Quentin Fillon Maillet · Simon Desthieux · Martin Fourcade | Rusija · Maksim Cvetkov · Anton Babikov · Matvej Jelisejev · Anton Šipulin              | Nemčija · Erik Lesser · Matthias Dorfer · Benedikt Doll · Simon Schempp             |
| 20. februar 2021  | Norveška · Sturla Holm Lægreid · Tarjei Bø · Johannes Thingnes Bø · Vetle Sjåstad Christiansen | Švedska · Peppe Femling · Jesper Nelin · Martin Ponsiluoma · Sebastian Samuelsson       | RBU Said Karimula Halili Matvej Jelisejev Aleksander Loginov Edvard Latipov         |

### Ženske

#### Posamično
| Datum             | Zmagovalka          | Druga               | Tretja                     |
| ----------------- | ------------------- | ------------------- | -------------------------- |
| 17. december 1992 | Anne Briand         | Eva Háková          | Corinne Niogret            |
| 16. december 1993 | Anne Briand         | Natalija Snitina    | Nathalie Santer            |
| 7. marec 1996     | Tetjana Vodopjanova | Natalija Permjakova | Katrin Apel                |
| 3. marec 1998     | Magdalena Forsberg  | Florence Baverel    | Uschi Disl                 |
| 6. februar 2001   | Magdalena Forsberg  | Liv Grete Poirée    | Olena Zubrilova            |
| 12. december 2001 | Magdalena Forsberg  | Uschi Disl          | Andrea Henkel              |
| 13. december 2007 | Jekaterina Jurjeva  | Michela Ponza       | Martina Glagow             |
| 17. december 2009 | Helena Jonsson      | Anna Carin Olofsson | Anastazija Kuzmina         |
| 16. december 2010 | Tora Berger         | Kaisa Mäkäräinen    | Marie-Laure Brunet         |
| 24. januar 2020   | Denise Herrmann     | Hanna Öberg         | Anaïs Bescond              |
| 16. februar 2021  | Markéta Davidová    | Hanna Öberg         | Ingrid Landmark Tandrevold |
| 13. marec 2025    | Julia Simon         | Hanna Öberg         | Franziska Preuß            |

#### Šprint
| Datum             | Zmagovalka           | Druga                   | Tretja                        |
| ----------------- | -------------------- | ----------------------- | ----------------------------- |
| 19. december 1992 | Petra Schaaf         | Svetlana Paramigina     | Anne Briand                   |
| 18. december 1993 | Elin Kristiansen     | Anne Elvebakk           | Nathalie Santer               |
| 9. marec 1996     | Petra Behle          | Uschi Disl              | Ju Šumei                      |
| 5. marec 1998     | Corinne Niogret      | Emmanuelle Claret       | Annette Sikveland             |
| 7. marec 1998     | Magdalena Forsberg   | Ann-Elen Skjelbreid     | Christelle Gros               |
| 9. december 1999  | Magdalena Forsberg   | Marija Strelenko        | Corinne Niogret               |
| 7. december 2000  | Gro Marit Istad      | Olga Piljova            | Kati Wilhelm                  |
| 3. februar 2001   | Kati Wilhelm         | Uschi Disl              | Liv Grete Poirée              |
| 7. januar 2004    | Liv Grete Poirée     | Uschi Disl              | Sandrine Bailly               |
| 17. februar 2005  | Sandrine Bailly      | Kong Jingčao            | Gro Marit Istad-Kristiansen   |
| 9. marec 2006     | Linda Tjørhom        | Sandrine Bailly         | Florence Baverel-Robert       |
| 17. januar 2007   | Anna Carin Olofsson  | Tatjana Moisejeva       | Kati Wilhelm                  |
| 15. december 2007 | Sandrine Bailly      | Kaisa Mäkäräinen        | Magdalena Neuner              |
| 19. december 2009 | Svetlana Slepcova    | Ana Bogali-Titovec      | Magdalena Neuner              |
| 12. marec 2010    | Sabrina Buchholz     | Jekaterina Glazirina    | Krystyna Pałka                |
| 18. december 2010 | Magdalena Neuner     | Anastazija Kuzmina      | Kaisa Mäkäräinen Olga Zajceva |
| 14. december 2012 | Gabriela Soukalová   | Miriam Gössner          | Nadežda Skardino              |
| 6. marec 2014     | Katharina Innerhofer | Darja Virolajnen        | Nadežda Skardino              |
| 18. december 2014 | Gabriela Soukalová   | Dorothea Wierer         | Valentina Semerenko           |
| 18. december 2015 | Marie Dorin-Habert   | Laura Dahlmeier         | Franziska Hildebrand          |
| 9. december 2016  | Laura Dahlmeier      | Justine Braisaz         | Marte Olsbu                   |
| 8. december 2018  | Kaisa Mäkäräinen     | Dorothea Wierer         | Justine Braisaz               |
| 13. februar 2021  | Tiril Eckhoff        | Anaïs Chevalier-Bouchet | Hana Sola                     |
| 5. januar 2023    | Elvira Öberg         | Julia Simon             | Dorothea Wierer               |

#### Zasledovanje
| Datum             | Zmagovalka         | Druga              | Tretja                  |
| ----------------- | ------------------ | ------------------ | ----------------------- |
| 8. marec 1998     | Magdalena Forsberg | Corinne Niogret    | Martina Zellner         |
| 10. december 1999 | Olena Zubrilova    | Magdalena Forsberg | Tetjana Vodopjanova     |
| 8. december 2000  | Magdalena Forsberg | Corinne Niogret    | Olena Zubrilova         |
| 14. februar 2001  | Liv Grete Poirée   | Corinne Niogret    | Magdalena Forsberg      |
| 16. december 2001 | Magdalena Forsberg | Olga Piljova       | Andrea Henkel           |
| 9. januar 2004    | Uschi Disl         | Sandrine Bailly    | Olga Piljova            |
| 19. februar 2005  | Sandrine Bailly    | Kong Jingčao       | Olga Zajceva            |
| 11. marec 2006    | Sandrine Bailly    | Kati Wilhelm       | Katrin Apel             |
| 19. januar 2007   | Kati Wilhelm       | Tatjana Moisejeva  | Natalija Sokolova       |
| 20. december 2009 | Svetlana Slepcova  | Magdalena Neuner   | Ana Bogali-Titovec      |
| 13. marec 2010    | Sabrina Buchholz   | Carolin Hennecke   | Krystyna Pałka          |
| 15. december 2012 | Miriam Gössner     | Gabriela Soukalová | Marie Dorin-Habert      |
| 8. marec 2014     | Kaisa Mäkäräinen   | Tora Berger        | Dorothea Wierer         |
| 20. december 2014 | Darja Domračeva    | Kaisa Mäkäräinen   | Valentina Semerenko     |
| 19. december 2015 | Laura Dahlmeier    | Marie Dorin-Habert | Kaisa Mäkäräinen        |
| 10. december 2016 | Laura Dahlmeier    | Kaisa Mäkäräinen   | Eva Puskarčíková        |
| 9. december 2018  | Kaisa Mäkäräinen   | Dorothea Wierer    | Paulína Fialková        |
| 14. februar 2021  | Tiril Eckhoff      | Lisa Hauser        | Anaïs Chevalier-Bouchet |
| 7. januar 2023    | Elvira Öberg       | Dorothea Wierer    | Julia Simon             |

#### Skupinski štart
| Datum             | Zmagovalka         | Druga                      | Tretja               |
| ----------------- | ------------------ | -------------------------- | -------------------- |
| 9. februar 2001   | Magdalena Forsberg | Martina Glagow             | Liv Grete Poirée     |
| 11. januar 2004   | Ana Bogali         | Liv Grete Poirée           | Uschi Disl           |
| 20. februar 2005  | Sandrine Bailly    | Olga Piljova               | Kati Wilhelm         |
| 21 januar 2007    | Oksana Hvostenko   | Kati Wilhelm               | Tadeja Brankovič     |
| 14. marec 2010    | Sabrina Buchholz   | Stefanie Hildebrand        | Franziska Hildebrand |
| 16. december 2012 | Tora Berger        | Miriam Gössner             | Gabriela Soukalová   |
| 9. marec 2014     | Darja Domračeva    | Kaisa Mäkäräinen           | Olga Zajceva         |
| 21. december 2014 | Kaisa Mäkäräinen   | Anaïs Bescond              | Nadežda Skardino     |
| 20. december 2015 | Kaisa Mäkäräinen   | Gabriela Soukalová         | Olga Podčufarova     |
| 8. december 2018  | Julija Džima       | Monika Hojnisz             | Markéta Davidová     |
| 26. januar 2020   | Hanna Öberg        | Lisa Vittozzi              | Anaïs Bescond        |
| 21. februar 2021  | Lisa Hauser        | Ingrid Landmark Tandrevold | Tiril Eckhoff        |
| 15. marec 2025    | Lou Jeanmonnot     | Milena Todorova            | Anamarija Lampič     |

#### Štafeta
| Datum             | Zmagovalke                                                                                   | Druge                                                                                        | Tretje                                                                                   |
| ----------------- | -------------------------------------------------------------------------------------------- | -------------------------------------------------------------------------------------------- | ---------------------------------------------------------------------------------------- |
| 20. december 1992 | Nemčija · Uschi Disl · Antje Misersky · Inga Schneider · Petra Schaaf                        | Francija · Corinne Niogret · Véronique Claudel · Delphyne Burlet · Anne Briand               | Češka · Gabriela Suvová · Eva Háková · Jana Kulhavá · Jiřina Adamičková                  |
| 19. december 1993 | Belorusija · Irina Kokujeva · Natalija Permjakova · Natalija Rižankova · Svetlana Paramigina | Norveška · Elin Kristiansen · Annette Sikveland · Anne Elvebakk · Hildegunn Fossen           | Norveška · Corinne Niogret · Véronique Claudel · Delphyne Heymann · Anne Briand          |
| 10. marec 1996    | Francija · Florence Baverel · Emmanuelle Claret · Anne Briand · Corinne Niogret              | Nemčija · Uschi Disl · Simone Greiner-Petter-Memm · Katrin Apel · Petra Behle                | Ann-Elen Skjelbreid Annette Sikveland Hildegunn Mikkelsplass Gunn Margit Andreassen      |
| 12. december 1999 | Rusija · Albina Ahatova · Galina Kukleva · Marija Strelenko · Svetlana Išmuratova            | Ukrajina · Olena Zubrilova · Olena Petrova · Natalija Terešenko · Tetjana Vodopjanova        | Bolgarija · Pavlina Filipova · Irina Nikulčina · Radka Popova · Iwa Škodreva-Karagiosova |
| 10. december 2000 | Nemčija · Uschi Disl · Kati Wilhelm · Katrin Apel · Andrea Henkel                            | Francija · Sylvie Becaert · Delphyne Heymann-Burlet · Sandrine Bailly · Corinne Niogret      | Rusija · Olga Piljova · Galina Kukleva · Ana Bogali · Svetlana Černusova                 |
| 10. februar 2001  | Rusija · Olga Piljova · Ana Bogali · Galina Kukleva · Svetlana Išmuratova                    | Nemčija · Uschi Disl · Katrin Apel · Andrea Henkel · Kati Wilhelm                            | Ukrajina · Olena Zubrilova · Olena Petrova · Nina Lemeš · Tetjana Vodopjanova            |
| 14. december 2001 | Nemčija · Katrin Apel · Andrea Henkel · Janet Klein · Kati Wilhelm                           | Norveška · Liv Grete Poirée · Gro Marit Kristiansen · Linda Tjørhom · Gunn Margit Andreassen | Ukrajina · Olena Zubrilova · Olena Petrova · Nina Lemeš · Tetjana Vodopjanova            |
| 16. december 2007 | Nemčija · Martina Glagow · Sabrina Buchholz · Magdalena Neuner · Andrea Henkel               | Rusija · Svetlana Slepcova · Oksana Neupokojeva · Natalija Guseva · Jekaterina Jurjeva       | Francija · Delphyne Peretto · Marie-Laure Brunet · Sylvie Becaert · Sandrine Bailly      |
| 11. december 2016 | Nemčija · Vanessa Hinz · Franziska Hildebrand · Maren Hammerschmidt · Laura Dahlmeier        | Francija · Anaïs Chevalier · Justine Braisaz · Célia Aymonier · Marie Dorin-Habert           | Ukrajina · Irina Varvinec · Julija Džima · Olena Pidrušna · Anastazija Merkušina         |
| 20. februar 2021  | Norveška · Ingrid Landmark Tandrevold · Tiril Eckhoff · Ida Lien · Marte Olsbu Røiseland     | Nemčija · Vanessa Hinz · Janina Hettich · Denise Herrmann · Franziska Preuß                  | Ukrajina · Anastazija Merkušina · Julija Džima · Darja Blaško · Olena Pidrušna           |

### Mešana štafeta
| Datum             | Zmagovalke                                                                                    | Druge                                                                                       | Tretje                                                                                   |
| ----------------- | --------------------------------------------------------------------------------------------- | ------------------------------------------------------------------------------------------- | ---------------------------------------------------------------------------------------- |
| 12. marec 2006    | Rusija · Ana Bogali-Titovec · Sergej Čepikov · Irina Malgina · Nikolaj Kruglov                | Norveška · Linda Tjørhom · Halvard Hanevold · Tora Berger · Ole Einar Bjørndalen            | Francija · Florence Baverel-Robert · Vincent Defrasne · Sandrine Bailly · Raphaël Poirée |
| 19. december 2010 | Švedska · Helena Ekholm · Anna Carin Zidek · Fredrik Lindström · Carl Johan Bergman           | Ukrajina · Olena Pidhrušna · Viktorija Semerenko · Serhij Semenov · Serhij Sednjev          | Francija · Marie-Laure Brunet · Marie Dorin · Vincent Jay · Martin Fourcade              |
| 2. december 2018  | Francija · Anaïs Bescond · Justine Braisaz · Martin Fourcade · Simon Desthieux                | Švica · Elisa Gasparin · Lena Häcki · Benjamin Weger · Jeremy Finello                       | Italija · Lisa Vittozzi · Dorothea Wierer · Dominik Windisch · Lukas Hofer               |
| 25. januar 2020   | Francija · Quentin Fillon Maillet · Simon Desthieux · Justine Braisaz · Julia Simon           | Norveška · Tarjei Bø · Johannes Thingnes Bø · Synnøve Solemdal · Ingrid Landmark Tandrevold | Nemčija · Philipp Horn · Johannes Kühn · Janina Hettich · Vanessa Hinz                   |
| 25. januar 2020   | Francija · Quentin Fillon Maillet · Simon Desthieux · Justine Braisaz · Julia Simon           | Norveška · Tarjei Bø · Johannes Thingnes Bø · Synnøve Solemdal · Ingrid Landmark Tandrevold | Nemčija · Philipp Horn · Johannes Kühn · Janina Hettich · Vanessa Hinz                   |
| 10. februar 2021  | Norveška · Sturla Holm Lægreid · Johannes Thingnes Bø · Tiril Eckhoff · Marte Olsbu Røiseland | Avstrija · David Komatz · Simon Eder · Dunja Zdouc · Lisa Theresa Hauser                    | Švedska · Sebastian Samuelsson · Martin Ponsiluoma · Linn Persson · Hanna Öberg          |
| 8. januar 2023    | Francija · Fabien Claude · Quentin Fillon Maillet · Anaïs Chevalier-Bouchet · Julia Simon     | Italija · Didier Bionaz · Tommaso Giacomel · Dorothea Wierer · Lisa Vittozzi                | Švedska · Jesper Nelin · Martin Ponsiluoma · Mona Brorsson · Elvira Öberg                |
| 16. marec 2025    | Švedska · Anna-Karin Heijdenberg · Hanna Öberg · Martin Ponsiluoma · Sebastian Samuelsson     | Francija · Jeanne Richard · Océane Michelon · Éric Perrot · Quentin Fillon Maillet          | Norveška · Maren Kirkeeide · Ida Lien · Johannes Dale-Skjevdal · Isak Frey               |

### Mešani pari
| Datum            | Zmagovalke                                                         | Druge                                           | Tretje                                           |
| ---------------- | ------------------------------------------------------------------ | ----------------------------------------------- | ------------------------------------------------ |
| 2. december 2018 | Norveška · Thekla Brun-Lie · Lars Helge Birkeland                  | Avstrija · Lisa Hauser · Simon Eder             | Ukrajina · Anastazija Merkušina · Artem Tiščenko |
| 25. januar 2020  | Francija · Émilien Jacquelin · Anaïs Bescond                       | Estonija · Rene Zahkna · Regina Oja             | Avstrija · Simon Eder · Lisa Hauser              |
| 18. februar 2021 | Francija · Antonin Guigonnat · Julia Simon                         | Norveška · Johannes Thingnes Bø · Tiril Eckhoff | Švedska · Sebastian Samuelsson · Hanna Öberg     |
| 8. januar 2023   | Norveška · Vetle Sjåstad Christiansen · Ingrid Landmark Tandrevold | Francija · Antonin Guigonnat · Lou Jeanmonnot   | Švica · Niklas Hartweg · Amy Baserga             |
| 16. marec 2025   | Švica · Aita Gasparin · Niklas Hartweg                             | Švedska · Johanna Skottheim · Jesper Nelin      | Finska · Suvi Minkkinen · Tero Seppälä           |